# Rádio - Top 100
Rádio - Top 100 (Rádio Top 100 Oficiální) är Tjeckiens nationella spellista, och publiceras av IFPI Czech Republic varje vecka. 